# Cosmos Laundromat
Cosmos Laundromat: First Cycle, desarrollado bajo el nombre código Proyecto Gooseberry, es un cortometraje animado de fantasía ciencia ficción absurdista dirigido por Mathieu Auvray, escrito por Esther Wouda, y producido por Ton Roosendaal. Es el 5.º proyecto «película abierta» («open movie», parte del modelo de desarrollo de código abierto) realizado por el Instituto Blender mediante el software Blender. El corto se enfoca en una oveja deprimida y suicida llamada Franck a quien se le ofrece «todas las vidas que siempre quiso» por un misterioso agente vendedor llamado Victor. El 10 de agosto de 2015, el corto fue lanzado en YouTube. El corto animado tenía como propósito iniciar un largometraje o una serie.
La película misma, junto con otras «películas abiertas», fueron lanzadas bajo la Licencia Creative Commons.

## Producción
El 10 de enero de 2010, Ton Roosendaal anunció el proyecto. Para enero de 2014, trece estudios de animación de todo el mundo (incluyendo el Instituto Blender) estaban listo para hacer la película. Los objetivos de la película, según Ton Roosendaal, era subir el nivel para el Instituto Blender con la idea de hacer un largometraje animado utilizando software completamente gratuito y de código abierto, investigar el uso de servicios en la nube para proyectos de código abierto, y para crear un nuevo modelo de negocios para la Fundación Blender. En marzo de 2014, el arte conceptual y los objetivos del proyecto para el proyecto fueron revelados. Una campaña de financiamiento (micromecenazgo) también empezó alrededor del mismo período. A través de la financiación recolectada para la producción de la película, la Fundación Blender fue capaz de mejorar las características existentes y/o añadir nuevas al software Blender Se esperaba que la película tomase 18 meses para hacerse, con 60–80 personas dedicándose a tiempo completo.

## Trama
El corto inicia con una oveja llamada Franck (con la voz de Pierre Bokma) intentando ahorcarse en una rama de árbol. Sin embargo, la rama con la que intentó colgarse se rompe. La cámara se aleja mientras Franck grita de frustración para mostrar que él está en una isla grande. Entonces, todavía atado a la rama rota, camina al borde de un acantilado de la isla. Intenta empujar la rama atada a su cuello, pero mientras lo intenta, un hombre llamado Victor (con la voz de Reinout Scholten van Aschat) camina hacia Franck por detrás. Él dice, «Disculpa», y luego pregunta si  «¿tienes un momento?». Franck responde con, «Estoy en medio de algo», a lo cual Victor replica, «He venido de muy lejos por ti Franck», y revela su nombre. Victor intenta convencer a Franck de que no se suicide y pide un minuto de su tiempo. Finalmente Franck cede y deja que Victor le ponga un collar a su alrededor mientras dice, «Este es el mejor producto que tenemos en la tienda, velocidad de giro variable, excelente centrifugado en un solo dispositivo». Suena un temporizador y Victor dice, «El tiempo vuela». Franck pregunta desesperadamente qué debería hacer y Victor responde, «Sólo quédate aquí». Mientras Victor se aleja, pone una cinta de casete en su casetera (que se parece a un Sony Walkman) y pulsa el botón Play. Cuando la música empieza a sonar, el interior de una gigantesca máquina lavadora de ropa aparece  en el cielo junto con un colorido tornado desde dentro, del cual Franck huye. Otras ovejas de la isla se reúnen alrededor de Victor para mirar. Franck finalmente es succionado por el tornado, y las demás ovejas observan atemorizadas. Franck despierta para descubrir que ha sido transportado a una jungla morada y que se ha convertido en una oruga. La cámara entonces se aleja para mostrar que él está en una máquina lavadora de ropa Cosmos Laundromat. Victor sale de una de las otras máquinas de lavar, y cuando está a punto de encender un cigarrillo, suena otro temporizador. Victor deja lo que está haciendo apresuradamente, dando paso a una pantalla que dice: «Continuará».

## Reparto
| Personajes principales de la película |

- Pierre Bokma como Franck, una oveja deprimida y suicida
- Reinout Scholten van Aschat como Victor, un misterioso agente vendedor

## Recepción
Cosmos Laundromat ha recibido revisiones positivas tanto de críticos como de animadores.
En SIGGRAPH 2015, varias personas de Pixar, Estudios de Animación Walt Disney, DreamWorks, Industrial Light & Magic y Sony Imageworks alabaron la película por la narración, las animaciones de los personajes y los efectos visuales. Sin embargo, recibió dos críticas principales sobre la escena del principio donde Franck se intenta ahorcar y por el uso de la palabra «fuck»

### Críticas
Brendan Hesse de Lifehacker alabó la película por sus efectos HDR (efectos con imágenes de alto rango dinámico) y por su animación.

### Premios
| Ceremonia                                         | Premio                                                                               | Fecha de ceremonia            | Resultado | Ref(s) |
| ------------------------------------------------- | ------------------------------------------------------------------------------------ | ----------------------------- | --------- | ------ |
| Animago Award & conference 2015                   | Premio del Jurado                                                                    | 16 de octubre de 2015         |           | [ 16 ] |
| 2016 Webby Premios                                | Película on-line & Animación de Vídeo                                                | 16 de mayo de 2016            |           | [ 17 ] |
| 2016 SIGGRAPH Festival de Animación del Ordenador | Premio Elección del Jurado                                                           | Del 24 al 28 de julio de 2016 |           | [ 18 ] |
| Animayo 2017                                      | Gran Premio del Jurado (Grand Jury Prize) Mejor cortometraje 3D (Best 3D short film) | 16 de mayo de 2017            |           | [ 19 ] |

## Lanzamiento
El 10 de agosto de 2015, la película fue subida al canal oficial de Blender en YouTube. El 9 de septiembre de 2015, la película se hizo disponible en DVD y tarjetas USB; y el 19 de octubre de 2015, se hizo disponible en Blu-ray. Todos ellos incluyen varios extras, archivos de producción, archivos binarios del proyecto, y la versión 2.76 del software Blender. El 24 de septiembre de 2015, la película se estrenó en el Netherlands Film Festival, y en octubre de 2015, fue mostrada en Animago Awards and Conference, donde ganó el Premio del Jurado.

## Futuro
El 20 de agosto de 2015, Ton Roosendaal publicó que una segunda parte (que se supone tendrá lugar en la «jungla morada» donde se encontraba Franck) fue escrito, diseñado, y la mayoría del guion gráfico estuvo listo. El 12 de abril de 2018, Roosendaal dijo que mantendrían la idea de una secuela abierta, pero dijo que si conseguían la cantidad necesaria de financiamiento para un largometraje, harían algo diferente, y mantendrían a Cosmos Laundromat como un proyecto paralelo de «corto animado».
Roosendaal anunció Cosmos Laundromat ep. 2 el  24 de octubre de 2019, en la Conferencia Anual de Blender, señalando que la historia todavía se estaba desarrollando y que el trabajo empezaría a finales de año. Aun así, el 22 de mayo de 2020, Roosendaal anunció que una vez más paralizarían el proyecto.